# Кула Орловића Павла
Кула Орловића Павла је стара тврђава код села Красојеваца, 4 km југоисточно од Рудника. Данас има остатака утврђења.